# Casa Loma Orchestra
Das Casa Loma Orchestra war eine amerikanische Swingband und zwischen 1927 und 1963 aktiv. Das Orchester gab nach 1950 keine öffentlichen Auftritte mehr und beschränkte seine Arbeit auf Studioaufnahmen.

## Bandgeschichte
Nach dem Urteil des Journalisten George T. Simon ebnete das Casa Loma Orchestra mehr als irgendeine andere musikalische Gruppierung den Weg für die Big-Band-Ära. Gegründet wurde die Band 1927 als eine der vielen Jean Goldkette Bands unter Leitung von Henry Biagini mit dem Altsaxophonisten Glen Gray unter dem Namen Orange Blossoms in Detroit. Der Name „Casa Loma Orchestra“ wurde 1929 bei ihren ersten Aufnahmen bei Okeh verwendet. Zu dieser Zeit hatten sie ein Engagement im Roseland Ballroom in New York – in Detroit bekamen sie nach dem Börsencrash keine Auftrittsmöglichkeiten mehr. Sie nannten sich nach dem Casa-Loma-Hotel in Toronto, Kanada, für das sie 1927 in einem neu zu eröffnenden Nightclub gebucht waren, der aber nie eröffnet wurde. Um 1929 trennte sich die Band von Biagini und wurde eine Cooperative Band mit Gray als Präsident (der damals aber trotzdem nicht der Front Man war, sondern weiter Saxophon spielte) und Francis O’Keefe als Manager.

78er des Casa Loma Orchestra: Der Rodgers-und-Hart-Song Blue Moon (Brunswick) erreichte im Januar 1935 #1 der Billboard Top 30 und blieb dort acht Wochen, Bandsänger war Kenny Sargent.

Die Band wurde schnell populär und spielte in den ersten Jahren ihres Bestehens Arrangements mit Jazzprägung, die aus der Feder von Gene Gifford stammten. Ihren ersten Erfolg in den Billboard Top 30 hatten sie im September 1931 mit Do the New York, dem circa 60 weitere Hits folgen sollten. Die ungewöhnliche Besetzung (mit fünf statt drei Blech- und vier statt drei Holzbläsern) und präzise arrangierte, schnelle Swingtitel führten das Ensemble zum Erfolg und noch vor Benny Goodman zu ausverkauften Konzerten in New York City. Typisch waren der Wechsel von Uptempo-Stücken und langsamen Balladen, womit sie besonders beim College-Publikum Erfolg hatten. Zwischen 1929 und 1935 (also noch vor der eigentlichen Swing-Ära) galt das Orchester als eine der führenden nordamerikanischen Tanzkapellen und nahm Schallplatten für Victor (ohne Casa Loma unter Grays Namen) und Brunswick auf, ab 1934 für Decca Records. Hierunter befand sich auch die klassische Richard Rodgers/Lorenz-Hart-Komposition Blue Moon, aufgenommen am 16. November 1934 und veröffentlicht im Dezember 1934, das bis auf Rang 1 der Pop-Hitparade gelangte. 1933/34 hatten sie als erste Swing-Band ein eigenes Radio Commercial (Camel Caravan) und spielten im Sommer im Glen Island Casino. Mit dem Orchester spielten zu jener Zeit u. a. die Posaunisten Pee Wee Hunt und Billy Rauch, die Trompeter Frank L. Ryerson und Sonny Dunham sowie Klarinettist Clarence Hutchenrider. Als Sänger fungierte häufig der Trompeter Joe Hostetter, bevor 1931 der Saxophonist Kenny Sargent zur Band kam.
Sänger wie Mildred Bailey, Connee Boswell, Lee Wiley und später auch Louis Armstrong und Hoagy Carmichael machten Aufnahmen mit der Band. Arrangeur Larry Clinton trat nach dem Ausscheiden Giffords 1935 in die Band ein; sie traten im New Yorker Paramount Theatre auf und begründeten die berühmte Liveband-Tradition dieser Bühne. 1937 entschloss sich Gray, selbst als Front-Mann die Leitung zu übernehmen; die Band hieß fortan Glen Gray and the Casa Loma Orchestra. Er warb von Benny Goodman den Posaunisten Murray McEachern ab; von Tommy Dorseys Band kam der Arrangeur Dick Jones. Noch 1940 beeindruckte sie vor allem als Sweet band denn in der Kategorie Swing; sie stieg in der sweet poll der Zeitschrift Metronome auf den zweiten Platz, in der Kategorie swing auf den sechsten Platz. 1943 verließen Rausch und Sargent die Band. Stattdessen kam Eugenie Baird als erste Sängerin die Band. Ab 1943 kamen Gitarrist Herb Ellis, kurze Zeit Trompeter Bobby Hackett und 1944 Kornettist Red Nichols zur Band. Ende der 40er war die große Zeit des Orchesters dann vorbei.
Das Casa Loma Orchestra erlebte in den Fünfzigerjahren mit Studio-Aufnahmen für Capitol nochmals ein kurzes Comeback.
Erkennungsmelodie des Casa Loma war Smoke Rings.

## Andere Bands mit dem gleichen Namen
Die 1994 in Basel gegründete Casa Loma Jazz Band mit Musikern aus der Schweiz und dem benachbarten Elsass schließt zwar namentlich an, pflegt aber in einer wesentlich kleineren Septett-Besetzung neben frühem Swing auch den New Orleans Jazz.

## Diskographische Hinweise
- Casa Loma Stomp (Hep Records, 1929–30)
- Maniac’s Ball (Hep, 1931–37)